# Pierre-Julien Gilbert
Pierre-Julien Gilbert (Brest, 15 mars 1783 - Brest, 21 septembre 1860) est un peintre officiel de la Marine français des XVIIIe et XIXe siècles.

## Biographie
Fils d'Edme Julien Gilbert, maître tailleur, et de Catherine Darras, il prit des leçons de l'ingénieur constructeur de la marine Pierre Ozanne et de Louis-Philippe Crépin. En 1816, il fut nommé professeur de dessin des élèves de la marine à Brest. En 1830, il fit la campagne d'Alger sur la Provence, à titre de peintre officiel de l'expédition. De 1842 à 1850, il professa le dessin à l'École navale. Ce laborieux artiste a retracé sur la toile un assez grand nombre d'épisodes des fastes maritimes français, et la plupart de ses tableaux ont figuré aux expositions, notamment à celles de 1824 et de 1833, qui lui ont valu chacune une médaille d'or. Le 30 avril 1833, il est fait chevalier de la Légion d'honneur.

## Œuvres
- le Combat de la Surveillante et du Québec (1822), reproduit, dans de moindres proportions, pour le musée de Versailles. Un autre sur le même sujet au musée de Blérancourt (actuellement mis en réserve et donc absent) et Combat de la Surveillante et du Québec près d'Ouessant, le 6 octobre 1779, huile sur toile, 115,5 × 165,8 cm, musée des Beaux-Arts de Brest[1] ;
- l’Attaque et la prise de l'île Verte (musée de Versailles, 1824) ;
- l’Attaque du fort Santi-Pietri, et le Combat du Niémen contre l’Amethyst (1824) ;
- le Combat du Formidable contre la division anglaise de Saumarez, le Combat de la Canonnière contre le Tremendous, et la Prise d'Alger (1833) ;
- le Combat de la Vénus et du Ceylan (1835) ;
- le Débordement de la Garonne du 6 avril 1770, et le Débarquement de Sidi-Ferruch (1836) ;
- le Combat de la Sirène (musée de Versailles) ;
- le Combat du Grand-Port, le Combat du Romulus, le Combat de la  Pomone contre l’Alceste et l’Active, Vue de l'entrée du Havre (1837) ;
- le Combat de la Cordelière contre le Regent ;
- Combat de la Cordelière et d'une flotte anglaise, en 1512, au large de Saint-Mathieu, 1838, huile sur toile, 76,1 × 123,2 cm, musée des Beaux-Arts de Brest[1] ;
- Combat naval au XVIIe siècle, huile sur toile, 52,6 × 82, musée des Beaux-Arts de Brest[1] ;

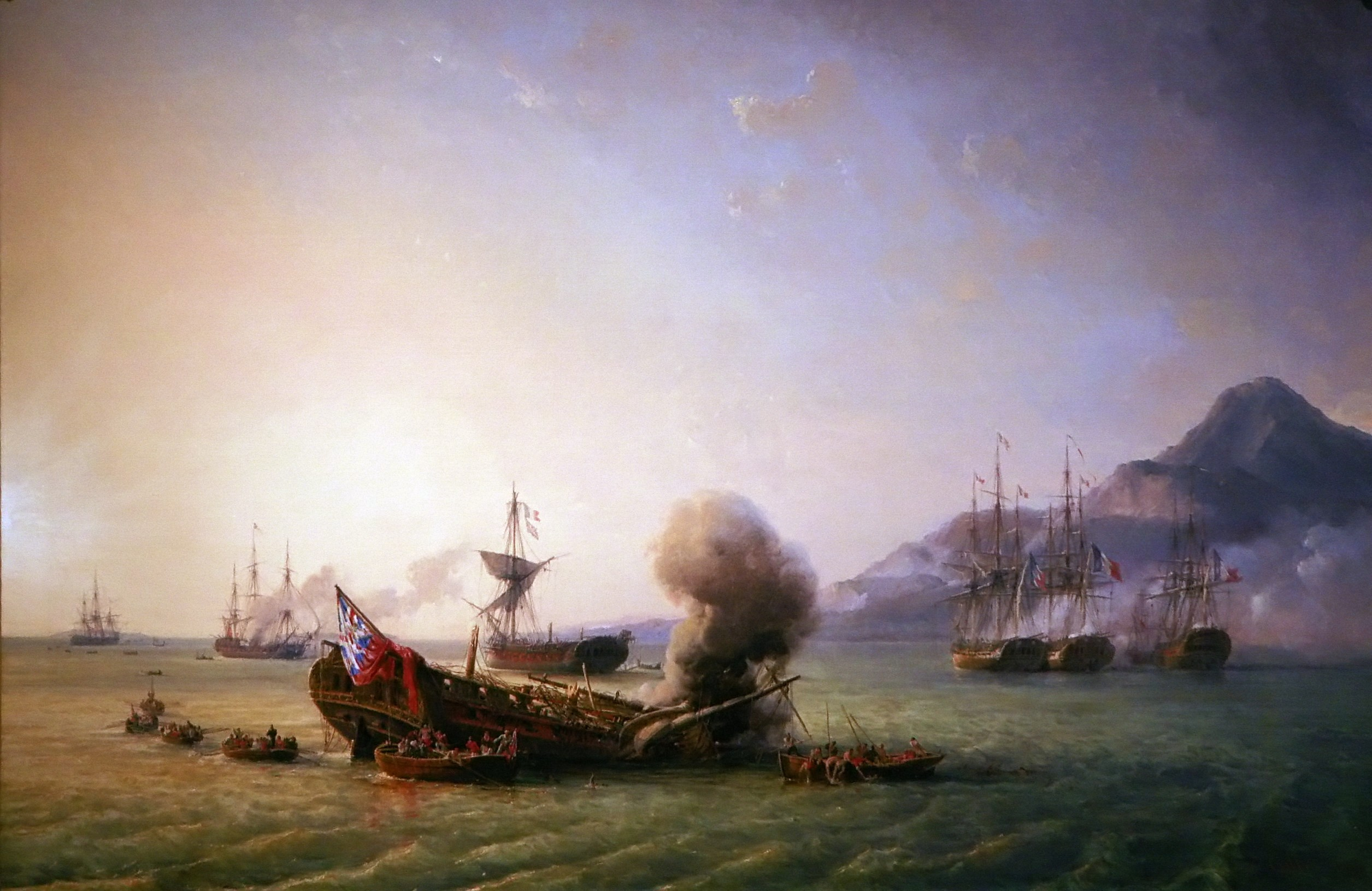
Combat du Grand-Port - 1837
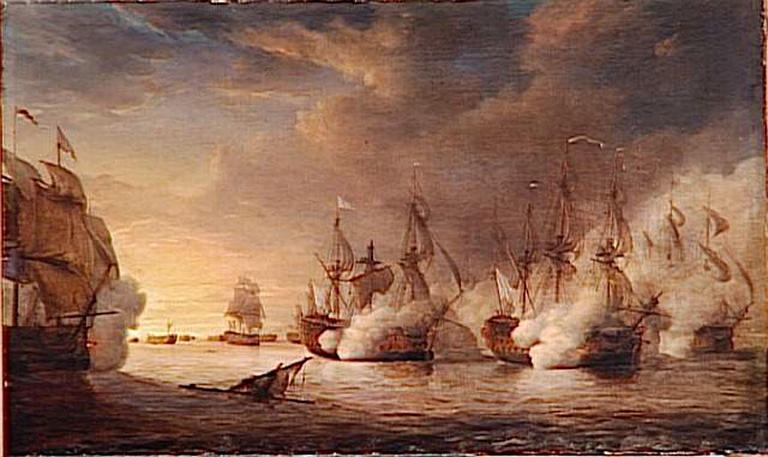
Combat du vaisseau l’Intrépide contre plusieurs vaisseaux anglais (17 octobre 1747)
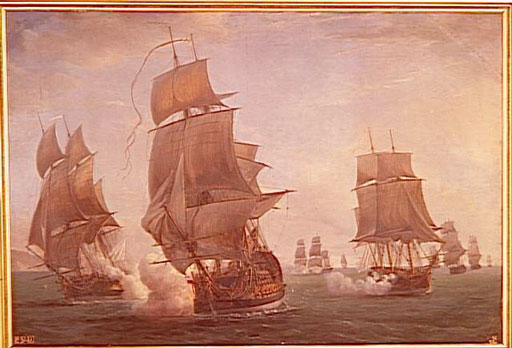
Combat des frégates la Junon et la Gentille contre le vaisseau anglais l’Ardent (17 août 1779)
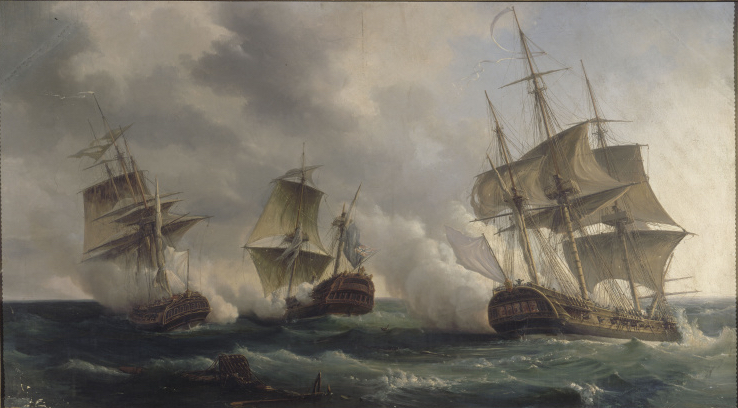
Combat des frégates françaises la Nymphe et l’Amphitrite contre le vaisseau anglais l’Argo (11 février 1783)
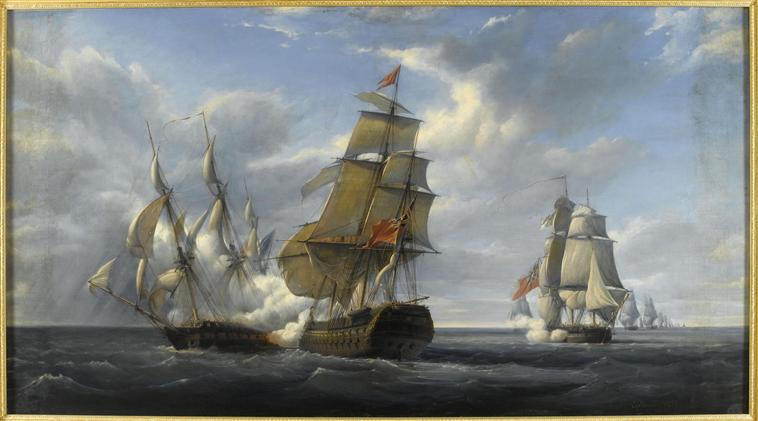
Combat de la frégate française la Canonnière contre le vaisseau anglais le Tremendous (21 avril 1806)
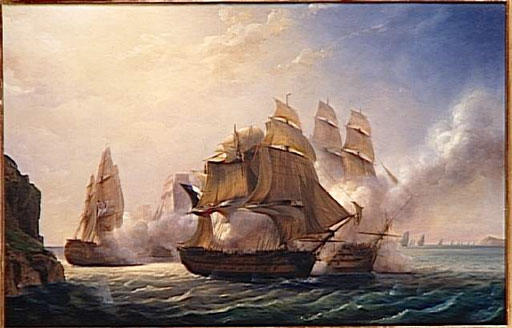
Combat du vaisseau français le Romulus contre trois vaisseaux anglais à l'entrée de la rade de Toulon (13 février 1814)
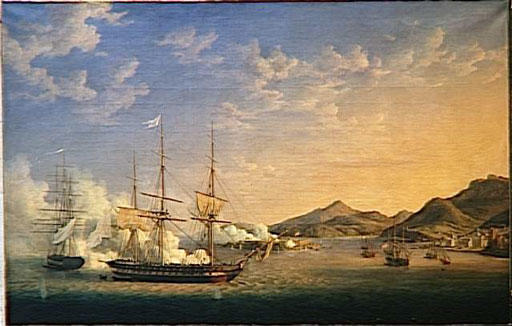
Attaque et prise du fort de l'Île Verte (musée national des châteaux de Versailles et de Trianon)